# 萨宾·卡尔
萨宾·卡尔（英語：Sabin Carr，1904年9月4日—1983年9月12日），美国男子田径运动员，主攻撑杆跳高。他曾代表美国参加1928年夏季奥林匹克运动会田径比赛，获得男子撑杆跳高金牌。